# 도러시 데이

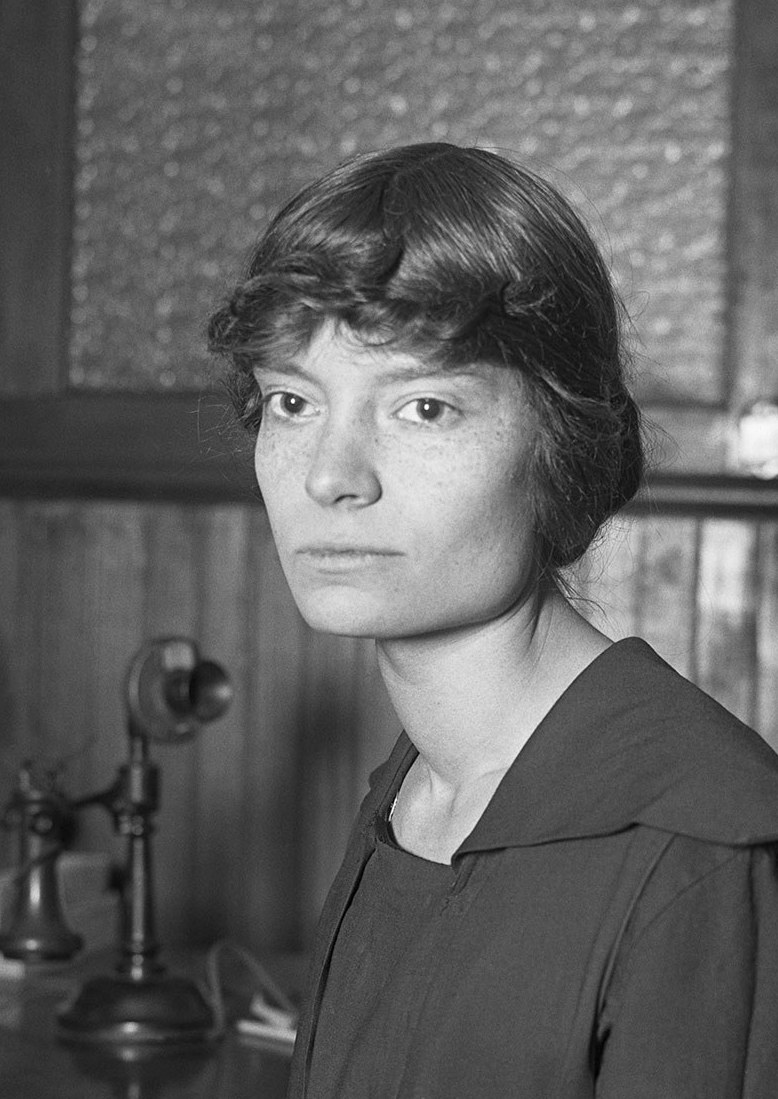

도러시 데이(Dorothy Day, 1897년-1980년)는 미국의 가톨릭 평화주의자, 작가, 언론인, 생태운동가, 사회운동가, 사회주의자이다. 저서로는 자서전인 《The Long Loneliness》(오랜 외로움, 복있는 사람에서 《고백》이라는 제목으로 역간)등이 있다.

## 경력
- 1897년 11월 8일:뉴욕 브루클린에서 개신교 신자인 존 데이와 그레이스 데이사이에서 태어남.
- 자서전 《고백》(복있는 사람)에 따르면, 도러시 데이는 어린이일 때에 성공회성당에서 신앙생활을 했다.
- 1914년 : 어바나 샴페인 소재 일리노이 대학교에 입학.
- 1914년 미국 사회당에 입당하여 사회주의활동을 함.
- 1917년-1918년: 일리노이 대학교 공부를 한 학기를 남겨두고 공부를 작파. 글과 독서를 좋아해서 언론인이 되고 싶었다. 여성이 노동하는 것을 싫어하는 아버지 존 데이가 언론인들에게 전화를 해서 고용하지 못하게 했다. 다행히 미국 뉴욕의 사회주의 신문 <콜>과 월간지 <민중>의 기자로 활동하였다. 트로츠키를 만나 인터뷰하고 아동노동과 가난한 자들의 현실을 보도. 여성 참정권 운동으로 감옥에 갇힘. 감옥에서 성서를 읽음. 기자시절 급진주의자들, 지식인들, 작가들, 극작가 유진 오닐과 교유.
- 브룩클린 킹스 카운티 병원에서 간호 실습생으로 활동하면서 환자들을 헌신적으로 돌보다.
- 1919년 : <민중>의 후속지인 <해방자>의 기자로 복귀. 신문기자 리이어널 모이즈의 아이를 가졌으나 가슴 아픈 낙태를 한 일을 계기로 낙태에 반대하였음.
- 1920년 : 문학출판기획자 바클리 토비와 결혼. 1년 만에 파경.
- 1922-1923년 : <뉴올리언스 아이템> 기자로 활동.
- 1924년 :자전적 소설 <열한 번째 처녀>를 출간함. 책의 영화 판권이 판매되어 스태튼 아일랜드 해변에 작은 집을 마련.
- 1926년 : 생물학자이자 무정부주의자이며 무신론자인 포스터 배터햄과 연예. 스태튼 아일랜드에서 함께 생활하며 행복한 시절을 지냈고, 자연의 아름다움을 통해 하느님에 대한 믿음을 발견해나갔다.
- 1927년:딸 다말 테레사가 태어나다.
- 1927년 12월 28일 : 스태튼 아일랜드의 한 가톨릭교회에서 세례를 받았다. 그녀의 그리스도께로의 회심이 결정적인 계기가 되어 무신론자인 포스터와 헤어졌다.
- 1929년:할리우드 영화제작사의 시나리오 작가로 3개월간 캘리포니아에 체류하다. 이후 멕시코에 6개월간 체류하다. 그해 대공황이 시작되다.
- 1930년: 여름에 뉴욕으로 복귀하다. 잡지 <커먼윌>과 <아메리카>에 기고하다.
- 1932년 12월 | 대공황의 절정기에 일어난 “굶주림의 행진”을 취재하기 위해 워싱턴에 간 도러시는 시위 참여자들을 경찰이 무자비하게 탄압하는 국가폭력과 민중들을 굶주림에 내모는 자본주의에 깊은 슬픔과 분노를 느꼈다.이 사건을 계기로 도러시는 노동자들과 민중들을 위해 살아야겠다는 생각을 하게 된다. 뉴욕에 돌아온 도러시는 멘토 피터 모린과“가톨릭 노동자 운동”(가톨릭 워커)을 시작하다.
- 1933년 5월 1일 : 평화주의 노선의 가톨릭 노동자 신문 발행.
- 1935년 : 가톨릭 노동자 신문에서 기독교 평화주의를 주장함. 또한 환대의 집을 열어 사회적 소외자들을 돌보기 시작함. 1936년까지 미국 전역에 33개의 환대의 집이 세워졌음.
- 1935년 :환경운동의 실천을 위한 농촌 공동체인 공동 농장을 시작하지만, 입주자들의 자기중심성 탓에 내분을 겪는 어려움을 겪기도 했다.
- 1936년 :스페인 내전 발발 후 자신을 가톨릭 신앙의 옹호자라고 밝힌 프랑코 총독과 파시스트 정당 쪽으로 미국 가톨릭교회의 여론이 기울자, <가톨릭 노동자> 신문은 공개적으로 미국 가톨릭 교회의 우경화에 반대하는 진보적인 목소리를 내었다. 보수적인 독자들의 거센 반발과 구독 취소가 잇따르는 어려움을 겪었다.
- 1938년: 자신의 신앙 여정을 그린 <유니언 광장에서 로마까지>를 출간하다.
- 1939년 : 제2차 세계대전 기간 동안 <가톨릭 노동자> 신문은 전쟁에 반대하는 평화주의 입장을 고수하였다. 안팎으로 많은 공격을 받았다. 가톨릭 노동자 운동의 초창기 상황을 기록한 <환대의 집>을 출간하다.
- 1940년 : 피정을 가톨릭 노동자 공동체의 기본 영성 훈련으로 제안하다.
- 1940년대 초반 : 성 베네딕도회 성 프로코피어스 수도원(St. Procopius Abbey)의 봉헌자(Oblate)가 되어 1955년에 봉헌예식을 하였다. 일생을 통해 수도원과 영적인 연결을 유지하였다.
- 1948년 5월 15일 : 영적 스승이자 동지인 모린이 세상을 떠나다.
- 1952년 :자서전 <고백The Long Loneliness>을 출간.
- 1955년-1961년 : 불복종 운동으로 반핵운동을 실천.
- 1956년 2월 : 흑인 민권운동이 고조되던 시기에 백인 극우단체인 KKK단의 위협과 공격 속에 있던 기독교 농업 공동체 ‘코이노니아’(섬김)를 방문하던 중 총격을 받다.
- 1962년: 사회주의 혁명인 쿠바 혁명 발생. 쿠바 사람들의 일상적 삶의 이야기를 <가톨릭 노동자> 신문에 연재
- 1963년 :“평화를 위해 일한 어머니” 50명과 함께 로마 순례를 떠나다. 교황은 공공접견중 이들을 언급하며 감사를 표하다. 가톨릭 노동자 운동사를 기록한 <빵과 물고기>를 출간.
- 1965년 | 제2차 바티칸 공의회가 모든 전쟁에 반대하는 평화주의 선언을 내놓기를 바라며 로마에서 19명의 가톨릭 신자들과 함께 열흘간 단식투쟁. 가톨릭 노동자 운동과 관련된 다수의 사람들이 양심적 병역거부로 징역을 받거나 대체복무를 실천함.
- 제2차 바티칸 공의회에서 가톨릭 교회는 사회선교 헌장에서 양심적 병역거부자에 대한 지원을 해야 한다고 선언함으로써 양심적 병역거부자들의 신념을 존중함.
- 1970년 :캘커타를 방문해 마더 테레사와 만나다.
- 1973년 : 일흔다섯의 나이로 농장노동자연합 시위에 가담하여 마지막으로 투옥. “일생 동안 괴로운 사람은 편안하게 해주고 편안한 사람은 괴롭게 했다”는 이유로, 노트르담 대학교로부터 레테르 훈장을 받음.
- 1974-1975년 : 예수회 회원들이 수여하는 이삭 헤커상과 간디 평화상을 받음.
- 1976년 : 필라델피아 성체대회에서 마더 테레사와 함께 강연하다.
- 1980년 11월 29일 : 여든세 살의 나이로 세상을 떠나다. (묘비에는 마르코복음서의 오병이어 기적설화를 상징하는 빵과 물고기 문양과 함께 ‘데오 그라티아스[하느님께 감사드립니다]’라는 글이 새겨졌다.)

## 어록
| “ | “해변을 걷고, 방파제에서 낚시하는 그 사람 곁에 앉아 쉬고, 잔잔한 만으로 나가 함께 배를 젓고, 들판과 숲을 돌아다녔다. 내게는 온전히 새로운 경험, 생명과 기쁨을 얻어 누리는 경험이었다. ……이 아름다운 세계를 보라. 어떻게 하느님이 없을 수 있을까?(연애시절) | ” |

| “ | “우리 모두 조금 가난해지도록 노력합시다. 제 어머니는 ‘모든 사람이 조금씩만 덜 가지면 한 사람 몫이 더 나온다’고 말씀하시곤 했습니다. 우리 식탁에는 항상 한 사람 몫의 자리가 더 있었습니다.”(성체대회 연설) | ” |

| “ | 우리 모두 오랜 외로움을 안다. 우리 모두 유일한 해답은 사랑임을, 그 사랑은 공동체와 함께 오는 것임을 이제 안다.” | ” |

## 도러시에 대한 사람들의 말
- “오직 하느님만을 위해 그렇게도 많은 사랑과 희생을 바친 도러시 데이는, 예수라는 포도덩굴의 너무나도 아름다운 가지였다.”_마더 테레사
- 도러시 데이는 가장 존경받을 만한 사람이면서도 존경받겠다고 나서지 않았다. 그런 일을 가지고 사람들에게 떠벌리지도 않았다._토머스 머턴(가톨릭 영성가)
- 인류의 아픔 속으로 걸어 들어간 사람이 있다. 그 아픔은 추상적 아픔이 아니라 구체적 아픔이었다. 그를 그 속으로 인도한 것은 예수였다. 도러시 데이, 그는 삶으로 우리의 선한 양심을 호출하고 있다._김기석 목사(감리교 목사)
- 도러시 데이는 오늘날 한국의 복음주의 청년들이 추구하는 사회선교사의 모범이다._김회권 목사(장로교 목사)
- 도러시 데이의 글을 읽으면서 나는 치유를 받았다. 그녀가 위로와 조언의 말, 달콤하고 빛나는 말을 해줘서가 아니다. 그와 정반대다. 도러시 데이는 언제나 나를 꾸짖는다……. 그런데 그 아픈 꾸짖음에 실로 큰 치유의 힘이 있다._리처드 포스터(퀘이커 영성가)
- 도러시 데이는 인간의 깨어진 상태를 가장 극심하게 드러내는 자들과의 긍휼에 근거한 연대가 무엇인지를 잘 보여주었다._헨리 나우웬(가톨릭 영성가)

## 같이 보기
- 기독교 아나키즘
- 기독교 평화주의
- 기독교 사회주의
- 기독교 민주주의
- 토머스 머턴
- 상호주의 (경제이론)
- 피에르조제프 프루동